# Błędne koło w rozumowaniu
Błędne koło w rozumowaniu (łac. circulus in demonstrando) – błąd w rozumowaniu polegający na tym, że przy wyprowadzeniu wniosku "W" oparto się na przesłance "P", a następnie, by uzasadnić przesłankę "P", powołano się na wniosek "W".
Przykładem takiego rozumowania jest dowodzenie, że Juliusz Słowacki był genialnym poetą przez powołanie się na to, że jego utwory są arcydziełami – a następnie uzasadnianie tezy, że utwory Słowackiego są arcydziełami, przez powoływanie się na tezę, że był genialnym poetą.
Na pułapkę błędnego koła (łac. circulus vitiosus) narażone są szczególnie często rozumowania entymematyczne, to jest takie, w których pominięto którąś z przesłanek. Jako że tak w życiu codziennym, jak i w filozofii i matematyce przeważnie pomija się niektóre przesłanki (wiele rozumowań matematycznych byłoby inaczej bardzo długimi), circulus vitiosus jest jednym z częstszych błędów w rozumowaniu.